# Hogna liberiaca
Hogna liberiaca là một loài nhện trong họ Lycosidae.
Loài này thuộc chi Hogna. Hogna liberiaca được Carl Friedrich Roewer miêu tả năm 1959.